# ゼネラル・エンタテイメント
株式会社ゼネラル・エンタテイメントは、インタラクティブメディアを製作する株式会社。1994年3月4日に設立。

## 概要
現在は映画・テレビ番組・ビデオソフトなどを中心としているが、1995年～2003年頃にかけてはゲームソフトを中心に手掛けていた。
自社ブランドで販売する場合と委託製作の場合があるが、自社オリジナルの場合前衛的な作品を手掛ける事が多く、原作ものも扱う。そのため、マイナーであるにもかかわらず一部に熱狂的な固定ファンが存在する。
2003年に発売されたGBAソフト「あずまんが大王」を最後に、ゲーム製作から手を引く。それ以降は「超星艦隊セイザーX」などのテレビ番組に力を注いでいた。また、実写部門では東宝グループ（東宝・国際放映）や毎日放送と関係が深い。
2011年8月12日、東京地方裁判所において破産手続開始の決定を受けた。

## ゲームソフト
- Playstation
  - TIZ -Tokyo Insect Zoo-（1996年3月29日）
  - プロジェクトV6（1998年2月26日）
  - ALIVE（1998年8月6日）
  - 仙界大戦（2000年6月26日）
  - 無敵王トライゼノン（2001年3月16日）
  - 仙界通録正史（2001年3月29日）
  - ミニモニ。になるのだぴょん（2002年9月26日）
- PlayStation 2
  - ØSTORY（2000年4月27日）
  - あしたのジョー2（2002年6月20日）
  - 巨人の星（2002年6月20日）
  - COMBAT QUEEN（2002年8月1日）
- セガサターン
  - 平成天才バカボン すすめ!バカボンズ（1995年7月7日）
  - GAME-WARE Vol.1～5（1996年4月5日、1996年7月5日、1996年10月4日、1997年3月7日、1997年7月26日）
- ドリームキャスト
  - ゴジラ・ジェネレーションズ（1998年11月27日）
  - ペンペントライアイスロン（1998年11月27日）
  - あつめてゴジラ ～怪獣大集合～（1998年7月11日） - ミニゲームバンドル版ビジュアルメモリ
  - モスラドリームバトル（1998年12月） - ミニゲームバンドル版ビジュアルメモリ
  - ガメラドリームバトル（1999年3月） - ミニゲームバンドル版ビジュアルメモリ
  - ゴジラ・ジェネレーションズ マキシマム・インパクト（1999年12月23日）
  - 特撮冒険活劇スーパーヒーロー列伝（2000年7月27日）
- ゲームボーイカラー
  - 六門天外モンコレナイト（2000年12月1日）
- ゲームボーイアドバンス
  - カエルBバック（2002年3月29日）
  - あずまんが大王（2003年4月25日）

## テレビ番組
- 超星神シリーズ（2003 - 2006）
  - 超星神グランセイザー
  - 幻星神ジャスティライザー
  - 超星艦隊セイザーX
- 風魔の小次郎（2007）
- RHプラス（2008）
- 東京ゴースト・トリップ（2008）
- ここはグリーン・ウッド 〜青春男子寮日誌〜（2008）
- 親孝行プレイ（2008）
- 子育てプレイ（2009）
- MM9（2010）